# Warner Chappell Music
Warner Chappell Music, Inc. — американская музыкальная издательская компания, входящая в состав Warner Music Group. Каталог Warner Chappell Music состоит из более чем 1,4 миллиона композиций и 65 000 композиторов с офисами в более чем 40 странах.

## История
Компания была основана в 1811 году как британское музыкальное издательство и магазин инструментов Chappell & Co., специализирующееся на производстве фортепиано на лондонской Бонд-стрит. В 1929 году Warner Bros. приобрела M. Witmark & Sons, Remick Music Corporation и Harms, Inc. Музыка Тамерлана была приобретена в 1969 году. 
Warner Chappell Music была основана в 1987 году в Сан-Антонио, штат Техас, когда Warner Bros. Председатель правления Music Чак Кэй привел компанию к покупке Chappell & Co. у PolyGram. В 1988 году Warner-Chappell приобрела Birch Tree Group, издателя Happy Birthday to You и учебников по игре на фортепиано Фрэнсис Кларк. В 1990 году Warner Chappell приобрела Mighty Three Music, издательскую компанию Thom Bell и Gamble and Huff.
В 1994 году Warner Bros. Publications расширили свои операции с печатной музыкой, приобретя CPP/Belwin. CPP/Belwin был бывшим отделением печатной музыки Columbia Pictures.
В 2005 году Warner Chappell Music продала большую часть своего подразделения печатной музыки Warner Bros. Publications, Alfred Publishing, и в 2006 году запустили инициативу Общеевропейского цифрового лицензирования (PEDL). В 2007 году, когда Radiohead выпустили In Rainbows через свой веб-сайт по модели «плати сколько хочешь», Warner Chappell Music создала упрощенный, единственный в своем роде процесс лицензирования песен с альбома который разрешал права пользователи по всему миру для безопасного использования музыки из одного места.
В 2006 году Дэвид Х. Джонсон был назначен временным генеральным директором, а затем в 2007 году председателем и главным исполнительным директором компании.
В 2007 году компания приобрела Non-Stop Music. Кроме того, в 2010 году она приобрела 615 Music, производственную музыкальную компанию из Нэшвилла, а затем, в 2012 году объединила все производственные музыкальные компании под названием Warner Chappell Production Music. В 2011 году она приобрела Southside Independent Music Publishing, в состав авторов которой входили Бруно Марс, Броди Браун и Дж. Р. Ротем. В июле 2012 года Warner/Chappell приобрела права на музыку у киностудии Miramax Films.
В 2010 году журнал Music & Copyright занял третье место в списке крупнейших музыкальных издательств в мире. Среди песен в библиотеке компании - «Winter Wonderland» и ранее «Happy Birthday to You» до тех пор, пока авторские права на песню не были аннулированы в 2015 году и переведены в общественное достояние в следующем году.
В январе 2011 года Кэмерон Стрэнг, основатель New West Records и Southside Independent Music Publishing, был назначен генеральным директором Warner Chapell Music. Его сменил бывший президент компании Джон Платт в 2016 году.
30 июня 2017 года Warner Chappell Music подала иск против EMI Music Publishing, обвинив последнюю компанию в недоплате Warner Music гонорара за каталог 20th Century Fox, который Warner приобрела в 1982 году, а также права на Кертиса Мэйфилда и Kool and the Gang. Это противоречие возникает из-за приобретения EMI Роббинса и Файста в начале 1990-х годов.
9 января 2019 года Гай Мут был назначен генеральным директором Warner Chappell Music. Он и Карианна Маршалл, главный операционный директор компании, были назначены сопредседателями.
15 января 2019 года Warner Chappell Music подала иск о монетизации фан-фильма, созданного каналом Star Wars на YouTube, Star Wars Theory, но через два дня отменила иск после вмешательства Lucasfilm Ltd. от имени возмущенных фанатов. В мае 2019 года Warner Chappell Music снова подверглась критике за подачу чрезмерно широких заявлений об авторских правах в отношении большого количества видеороликов YouTube от Minecraft Youtuber Mumbo Jumbo, у которого более 7 миллионов подписчиков, по той единственной причине, что вступительная песня на всех содержит образцы песни, авторские права на которую принадлежат Warner Chappell Music. Ютубер заплатил за лицензию на использование песни, но оказалось, что образцы не прошли проверку. Он заявил, что намеревался оспорить утверждения Warner Chappell Music, но их большое количество (около 1800) сделает это обременительным.
В мае 2019 года Warner Chappell приобрела Gene Autry Music Group, состоящую из четырех музыкальных издателей, 1500 композиций (в том числе «Back in the Saddle Again», «Here Comes Santa Claus», «Just Walkin 'in the Rain» и «You Belong to Me») и несколько мастер-записей Отри.